# Hompasz József
Hompasz József (Csém, 1771. március 3. k. – Bándol, 1837. június 13.) magyar római katolikus pap, az apátistvánfalvai Harding Szent István templom harmadik káplánja 1793 és 1795 között.
Édesapját Humpász Jánosnak hívták, aki nemes volt. Hompasz Józsefet 1794-ben szentelték fel és Zala vármegyébe került, Alsólendvára, ahol az év végéig káplánkodott. Az ifjú pap elsajátította a környék szlovén nyelvét a vend nyelvjárást, később már németül és horvátul is megtanult.
Alsólendva után került Istvánfalvára, ahol Küzmics György helyetteseként működött. 1796 májusában hagyta el a falut és júliusig Sárváron, azt követően pontosan egy évig Szepetneken volt káplán. Továbbiakban szolgált Felsőőrön (1797 augusztus – 1798), Vámoscsaládon (1798–1800 május) és Szentpéterfán (1800 június – 1802). Nagykölkeden először csak káplán majd adminisztrátor volt 1802 decembere és 1803 februárja között.
Első plébániáját Kukméron (ma Kukmir, Ausztria) kapta, ahol három évig élt. Ezt követően Rohonc káplánja volt több mint hét éven át és 1813 szeptemberében lett Bándol (ma Weidem bei Reichnitz) papja. A faluban negyvenkét forintért misealapítványt tett és ő létesítette a község nevezetes gyümölcsösét.

## Külső hivatkozás
- Vasi digitális könyvtár